# Punto Rojo (journal)
Punto Rojo, "Point rouge" , était un journal anarchiste édité par Práxedis G. Guerrero à El Paso au Texas, entre 1909 et 1910.
Punto Rojo est une des initiatives menées par un groupe d'activistes révolutionnaires réunis au sein du Partido liberal mexicano (Parti libéral mexicain, PLM) autour de Ricardo Flores Magón, dans un effort journalistique et propagandiste, pour renverser la dictature de Porfirio Díaz. Cet effort était mené autant au Mexique même que depuis les États-Unis où beaucoup d'opposants avaient été contraints de se réfugier.

## Histoire

### Antécédents
Le périodique Revolución lancé en 1907 par la "Junte Organisatrice du Parti Libéral Mexicain" à Los Angeles, en Californie, avait été suspendu en mai 1908, après la destruction de son imprimerie par des agents des services secrets. À cette époque, Práxedis Guerrero, l'un des derniers responsable de la publication de Revolución, avait été chargé, de concert avec d'autres membres du PLM comme Enrique Flores Magón et Antonio de Pío Araujo, des préparatifs d'une insurrection contre Porfirio Díaz programmée pour le 25 juin 1908. L'insurrection du PLM a cependant échoué, répétant l'échec de 1906. Après une polémique interne, certain projetaient une nouvelle tentative en septembre, le PLM a décidé de se préparer jusqu'à 1909.
Práxedis Guerrero s'était établi à El Paso, au Texas, à la frontière avec Ciudad Juárez, au Chihuahua. La "Junte Organisatrice" du PLM l'avait envoyé comme délégué pour contacter les groupes de Mexico, Puebla et d'Oaxaca. De retour aux États-Unis, il avait rencontré des représentants du journal socialiste The Appeal to Reason pour expliquer les raisons qui poussaient le PLM à entreprendre une révolution au Mexique.

### Publication
De retour à El Paso, Guerrero a commencé la publication de Punto Rojo. Le premier numéro est paru le 15 août 1909, quatre pages format "digest" (environ 5½ x 8¼ pouces) imprimées sur une petite presse maniée par Guerrero lui-même dans la maison de son ami, le socialiste William Lowe. La manchette du journal portait la devise "Je ne suis pas une marchandise, je suis une idée; et les idées ne s'achètent pas, elles se défendent".
Punto Rojo prit bientôt de l'ampleur et d'autres membres du PLM, comme Enrique Flores Magón, commencèrent à y collaborer. Dans le même temps Práxedis Guerrero collaborait en parallèle au périodique Evolución Social ("L'Évolution sociale") édité par León Cárdenas Martínez à Toyah, dans l'ouest de Texas. Ceci a amené des esprits nouveaux à l'organisation révolutionnaire qui avait décliné après l'échec de 1908 et les arrestations qui avaient suivi, auxquelles avaient échappé Manuel Sarabia et José María Rangel.
Comme Revolución, le journal publié par le PLM à Los Ángeles, Punto Rojo est arrivé à être publié de façon hebdomadaire avec un tirage de 10 000 exemplaires. Le journal faisait notamment la promotion de la grève générale révolutionnaire au Mexique, à travers des articles contre la dictature de Díaz et divers aphorismes et poèmes écrits par Guerrero sur la condition humaine et la révolution.

### Poursuite et répression
Le journal a immédiatement éveillé l'attention des autorités, le consul du Mexique à El Paso a envoyé le premier numéro au Secrétariat aux affaires étrangères et a dénoncé Guerrero comme le chef séditieux recherché par les autorités. Cependant, le consul croyait que Punto Rojo était édité dans les presses de Lauro Aguirre, qui publiait des critiques du gouvernement Diaz depuis des années.
En septembre 1909, le consul du Mexique à Tucson, en Arizona, signale l'arrivée d'agents provenant de El Paso, afin de localiser à Morenci dans le Michigan, où s'était réfugié précédemment Práxedis Guerrero, des personnes qui pourraient identifier le responsable de Punto Rojo. En effet, dans la région de El Paso ils ne réussissaient pas à trouver quelqu'un pour l'identifier physiquement.
Pourchassé par les autorités, Práxedis Guerrero, qui parlait de Punto Rojo comme de son "chamaco", son enfant, a dû quitter El Paso et confier le journal aux mains de Lowe, Clemente García et Antonio Velarde. Toutefois, Guerrero a continué à leur envoyer ses écrits quel que soit l'endroit où il se trouvait.

### Disparition
En avril 1910, Punto Rojo est déclaré «libelle criminel» et une récompense de 10 000 dollars a été offerte pour la capture de son éditeur, Práxedis Guerrero, accusé de violer les lois de neutralité des États-Unis. Bien que Guerrero ait réussi à s'échapper, l'imprimerie est rendue impossible à utiliser et la documentation confisquée. John Kenneth Turner, mentionne dans son livre Le Mexique barbare que le Service Secret, dans son envie de gagner la récompense, s'est emparé de la liste des abonnés qu'elle a utilisé pour trouver les noms de personnes contre lesquelles commencer ses investigations. Kenneth Turner mentionne aussi qu'il existait au moins dix autres cas de journaux en espagnol à destination des lecteurs mexicains qui ont été supprimés par les autorités tout au long de la frontière.
Neuf mois après son apparition, Punto Rojo est supprimé en mai 1909. Pendant son existence, il avait néanmoins réussi être diffusé dans tout le sud des États-Unis et à travers le Mexique dans divers états : Chihuahua, Coahuila, Sonora, Tlaxcala, Oaxaca, Veracruz ou Tabasco.
Plusieurs des articles écrits par Práxedis Guerrero parus dans Punto Rojo ont été republié dans la quatrième série de Regeneración, à partir du 3 septembre 1910, à Los Ángeles en Californie ; et encore les années suivantes, après la mort de Guerrero en décembre 1910. De même, ses aphorismes parus dans la section "Puntos Rojos". Et la formule de Punto Rojo, "Vous ne pouvez être des lions ? Bien. Soyez juste des hommes" (¿Qué no podéis ser leones? Bueno. Sed simplemente hombres) est apparu comme devise à l'en-tête de beaucoup de numéros de Regeneración au cours de cette période.